# Yukio Sakano
Yukio Sakano (坂野幸夫, Sakao Yukio, né le 3 février 1976) est un sauteur à ski japonais.

## Palmarès

### Coupe du Monde
- Meilleur classement final: 44e en 2006.
- Meilleur résultat: 11e.